# Tetracykliny
Tetracykliny, též tetracyklinová antibiotika jsou velkou skupinou širokospektrálních antibiotik. Působí primárně bakteriostaticky především proti intracelulárním gramnegativním bakteriím a též proti mnoha druhům grampozitivních bakterií, i když v současnosti je již problémem velké rozšíření rezistence.
Tetracykliny první generace jsou metabolickými produkty streptomycet, další jsou již semisyntetické látky od nich odvozené. Jejich účinek na bakterie spočívá ve vazbě na ribozomy a inhibici syntézy proteinů v bakteriální buňce.

## Chemické vlastnosti

Obecná struktura tetracyklinů

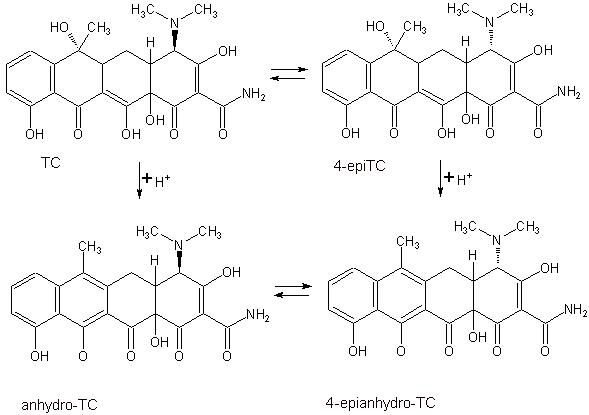
Degradace tetracyklinů

Z chemického hlediska jsou tetracykliny semisyntetického původu odvozené od systému čtyř anelovaně spojených šestičlenných cyklů (1, 4, 4a, 5, 5a, 6, 11, 12a-oktahydronaftacen). Molekula tetracyklinu obsahuje pět asymetrických center: C-4, -4a, -5a, -6 a -12a. Struktura tetracyklinu byla jednoznačně objasněna použitím techniky 1H NMR a IR spektroskopie. Tetracyklinová antibiotika jsou maximálně lipofilní v jejich izoelektrickém bodě, který je v rozmezí pH 5–6, což odpovídá pH fyziologického roztoku. Mají tři disociační konstanty odpovídající přítomnosti hydroxylové skupiny v poloze 3 (pKa ~ 3,3), dimethylamino skupiny (pKa ~ 7,5) a hydroxylové skupiny v pozici 12 (pKa ~ 9,4).
Stabilita roztoků tetracyklinů je silně závislá na pH roztoku. V kyselém prostředí dochází k jejich dehydrataci za vzniku anhydrotetracyklinů. Zředěné kyseliny rovněž podporují epimeraci a dochází ke změně konfigurace na chirálním uhlíku C-4 za vzniku 4-epitetracyklinů a 4-epianhydrotetracyklinů.

## Historie
Zásadní objevy v oblasti tetracyklinových antibiotik spadají do období 1948 až 1954. Chlortetracyklin jako první antibiotikum tohoto typu byl objeven v roce 1948 v mikroorganismech Streptomyces aureofaciens. Z příbuzného mikroorganismu Streptomyces rimosus byl o několik let později izolován oxytetracyklin a ještě o něco později byl ze S. aureofaciens získán tetracyklin.

## Mechanismus působení a spektrum účinku
Tetracykliny pronikají difúzí přes buněčnou stěnu bakterií a přes cytoplazmatickou membránu se do bakteriální buňky dostávají aktivním transportem. Uvnitř buňky citlivých mikroorganismů se reverzibilně váže na receptor 30S podjednotky ribozomů. Na tomto místě tetracyklin zabrání vazbě aminoacyl-tRNA a mRNA, takže nemůže dojít k přidávání aminokyselin k prodlužujícímu se, právě tvořenému peptidovému řetězci. Dochází k inhibici proteosyntézy a zástavě růstu bakterie; tetracykliny působí bakteriostaticky.

### Citlivé bakterie
Tetracykliny jsou účinné vůči širokému spektru G+ i G- bakterií včetně intracelulárních bakterií a některých anaerobů.
Anaerobní
Citlivé rody a druhy gramnegativních bakterií
- Actinobacillus
- Anaplasma
- Borrelia
- Brachyspira
- Brucella
- Coxiella
- Dichelobacter nodosus
- Erlichia
- Francisella tularensis
- Fusobacterium
- Histophilus
- Haemophilus
- Chlamydia
- Chlamydophilla
- Lawsonia intracelularis
- Leptospira
- Moraxella bovis
- Neorickettsia
- Ornithobacterium rhinotracheale
- Pasteurella multocida
- Taylorella equigenitalis
- Treponema
- Yersinia

Citlivé druhy a rody grampozitivních bakterií
- Arcanobacterium pyogenes
- Actinomyces
- Bacillus
- Corynebacterium
- Listeria monocytogenes
- Mycoplasma

## Rezistence
Přirozeně rezistentní jsou gramnegativní bakterie rodů Aeromonas, Burkholderia, Campylobacter, Serratia, Pseudomonas a druh Proteus vulgaris. Z grampozitivních bakterií jsou odolné mykobakterie. Problémem je narůstající počet sekundárně rezistentních bakterií, zvláště u čeledi Enterobacteriaceae. Častá je rezistence E. coli, rodu Salmonella a rodů Enterobacter, Klebsiella či Proteus. Vyskytuje se u aktinobacila (Actinobacillus), hemofilů (Haemophilus) a u Pasteurella multocida. Z grampozitivních bakterií mohou být rezistentní koaguláza pozitivní stafylokoky (Staphylococcus), beta-hemolytické streptokoky (Streptococcus), enterokoky (Enterococcus), Arcanobacterium pyogenes a mykoplasmata (Mycoplasma). Získaná rezistence na tetracyklinová antibiotika je zprostředkována plasmidy a obvykle spočívá v zabránění aktivního transportu tetracyklinu přes membránu do nitra buňky a ve zrychleném vylučování léčiva.

## Farmakokinetika
Tetracyklinová antibiotika se dobře vstřebávají z trávicího traktu, s kationty však tvoří špatně rozpustné cheláty, které resorbci snižují. Vylučují se do žluče a procházejí enterohepatálním oběhem, prostupují placentou i do mléka, dosahují vysokých koncentrací v játrech, ledvinách, plicích i slezině, hromadí se ve vyvíjejících se kostech a zubech. Téměř nejsou metabolizovány a v aktivní formě jsou vyloučeny ledvinami a výkaly.

## Toxicita a vedlejší účinky
Tetracyklinová antibiotika jsou relativně netoxická, nesmějí se však podávat dětem, protože se ukládají v kostech a zubech. Při podávání v dětství způsobí žluté zabarvení skloviny trvalých zubů.

## Tetracyklinová antibiotika
Základní tetracykliny
- Chlortetracyklin: ve veterinární medicíně k léčbě mastitid skotu, infekcí dýchací a trávicí soustavy telat, prasat a drůbeže, infekčních onemocnění a sepsí u mláďat.
- Tetracyklin
- Oxytetracyklin

Polosyntetické tetracykliny
- Rolitetracyklin

Tetracykliny druhé generace
- Doxycyklin: k léčbě močových a gynekologických infekcí, zánětu prostaty, zánět varlat a nadvarlat, chlamydióze, mykoplasmóze, trachomy. Možné použití k léčbě syfilitidy a boreliózy.
- Metacyklin
- Minocyklin

Tetracykliny třetí generace
- Thiacyklin